# Xã Garden Grove, Quận Decatur, Iowa
Xã Garden Grove (tiếng Anh: Garden Grove Township) là một xã thuộc quận Decatur, tiểu bang Iowa, Hoa Kỳ. Năm 2010, dân số của xã này là 382 người.